# 蓋基嶺
71°44′S 169°36′E / 71.733°S 169.600°E
蓋基嶺是南極洲的山嶺，位於維多利亞地的彭內爾海岸，屬於阿德默勒爾蒂山脈的一部分，長37公里、寬11公里，是達格代爾冰川和默里冰川的分界點。